# Patriarchat von Grado
Das Patriarchat von Grado war eine Diözese der katholischen Kirche mit Sitz in Grado, Friaul. 

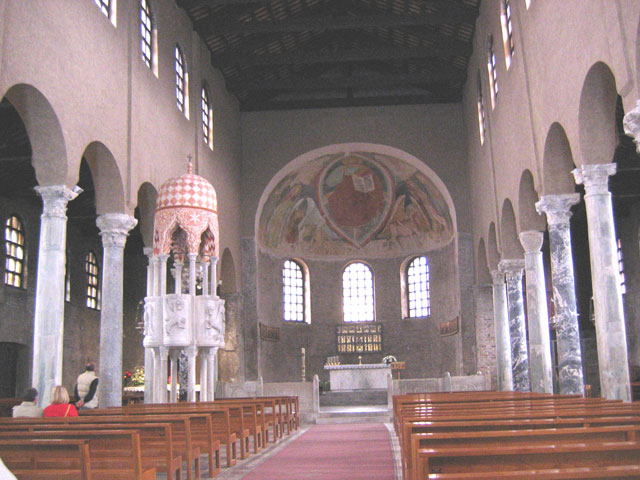
Basilica di Sant’Eufemia in Grado

## Geschichte
Im Zuge des so genannten Dreikapitelstreites 567 nahmen die Bischöfe von Aquileia den Titel Patriarch an und trennten sich von Rom. Als 568 die Langobarden im Friaul einfielen, floh Patriarch Paulus nach Grado. 606 suchte Patriarch Candidianus, der in Grado residierte, wieder die Gemeinschaft mit Rom. Sein in Aquileia verbliebenes Domkapitel schloss sich diesem Vorhaben nicht an und wählte Johannes I. zum Patriarchen. Seither gab es zwei Patriarchate, eines in Grado (Aquileia Nova), das für die Lagune zuständig war und 1445 nach Venedig verlegt wurde, und eines in (Alt-)Aquileia. Kathedralkirche des in Grado ansässigen Patriarchen war die Kirche Sant’Eufemia. Nach dem Tod des letzten Patriarchen 1451 wurde das Patriarchat von Grado durch Papst Nikolaus V. aufgelöst und an seiner Stelle zusammen mit den Bistümern Castello und Venedig das Patriarchat von Venedig eingerichtet.